# Ernst Märzendorfer
Ernst Märzendorfer (Oberndorf bei Salzburg, 26 de mayo de 1921 – Viena, 16 de septiembre de 2009) fue un director de orquesta austríaco.

## Biografía
Märzendorfer estudió con Clemens Krauss en la Mozarteum de Salzburgo y fue nombrado primer director de la Ópera de Graz en 1945. Fue el director del Teatro Colón de Buenos Aires a principios de los 50. En 1954 se convirtió en director invitado en el Festival de Salzburgo. De 1953 a 1958, fue la batita principal de la Orquesta del Mozarteum de Salzburgo, y dirigió varias giras con la orquesta, incluida una gira americana muy aclamada.
Fue designado director musical del Festival de Salzburgo en Hellbrunn en 1976, donde sus obras más destacadas incluyen veinte obras escénicas de Jacques Offenbach. Fue director también de la Ópera Estatal de Viena desde 1961 y aparecía de forma habitual en la Ópera Estatal de Berlín. En 1979 volvió a poner en escena la ópera de Franz Schmidt Fredigundis.

## Grabaciones
Las grabaciones más destacadas de Märzendorfer fueron:
- Las sinfonías completas de Haydn symphonies.[2]
- Vincenzo Bellini:  I Capuleti e i Montecchi[3]
- Georges Bizet: Carmen[4]
- Emilio de' Cavalieri: Rappresentatione di Anima, et di Corpo[4]
- Gaetano Donizetti: Lucia di Lammermoor[3]
- Giacomo Meyerbeer: Les Huguenots[4]
- Giuseppe Verdi: Aida, La traviata y Nabucco[4]
- Concierto en arpa de Mozart, Boieldieu, Rodrigo, Handel, Spohr entre otros con Nicanor Zabaleta[4]
- Alberto Ginastera: Piano Concerto No. 1[4]
- Grabó los volúmenes 3, 4, 7, 10, 12 y 18 de la edición completa de las obras de Johann Strauss I con la Sinfonietta eslovaca, y el volumen 17 de la Josef Strauss, con la Orquesta Filarmónica de Kosice .[5]